# Machimus dubiosus
Machimus dubiosus là một loài ruồi trong họ Asilidae. Machimus dubiosus được Becker miêu tả năm 1923. Loài này phân bố ở vùng Cổ Bắc giới.